# Donald Margulies
Donald Margulies (ur. 2 września 1954 w Nowym Jorku) – amerykański dramaturg, laureat Nagrody Pulitzera. Wyróżnienie to dostał w 2000 za sztukę Dinner with Friends. Wydał między innymi Luna Park (1982), Resting Place (1982), Gifted Children (1983), Found a Peanut (1984), What's Wrong with This Picture? (1985), The Model Apartment (1988), The Loman Family Picnic (1989), Pitching to the Star (1990), Sight Unseen (1991), God of Vengeance (2000), Brooklyn Boy (2003), Shipwrecked! An Entertainment (2007), Time Stands Still (2009), Coney Island Christmas (2012) i The Country House (2014).